# Babar Ali Khan
Sayyid Babar Ali Khan Bahadur (en bengali : সৈয়দ বাবর আলী খান বাহাদুর), mort le 28 avril 1810, est nabab nazim du Bengale, du Bihar et de l'Orissa de 1793 à 1810.

## Biographie
Babar Ali Khan est le fils de Ashraf Ali Khan (en) et Faiz-un-nisa Walida Begum ; il est issu de la dynastie des Najafi. Il accède au Masnad (trône) après la mort de son père le 6 septembre 1793. Il reçoit le titre de Nasir-ul-Mulk, Azud-ud-Daulla, Delair Jang (« Aide du pays, Flèche de l'État, Brave de guerre »). Au début de son règne, il déchoit Khallifulla Khan de ses fonctions de nizamat dewan pour le remplacer par Rai Muhammad, à qui il offre un salaire mensuel de 3 000 roupies et le titre de Rai Bahadur.
Babar Ali Khan est remarqué pour sa tolérance et sa générosité. Il se rend de nombreuses fois sur des lieux sacrés, notamment au Qadam Sharif (en) de Delhi.
Babar Ali Khan a eu deux femmes. Sa première épouse, Babbu Begum Sahiba, est la fille de Muhammad Sami Khan. Le nom de sa seconde épouse est inconnu. Babar a deux fils : l'aîné Zaïn-oud-Din Ali Khan (en) (avec Babbu Begum Sahiba) et le cadet Ahmad Ali Khan (en) (avec sa deuxième épouse).
Il meurt le 28 avril 1810. Son fils aîné, Zaïn-oud-Din Ali Khan, lui succède au trône du Bengale, du Bihar et de l'Orissa.